# Velzeke-Ruddershove
Velsique-Ruddershove ou Velsique-Ruddershoven (en néerlandais : Velzeke-Ruddershove) est une section de la ville belge de Zottegem située en Région flamande dans la province de Flandre-Orientale et le Denderstreek. C'était une commune à part entière avant la fusion des communes de 1971.

## Toponymie
Velzeke : Felsecum (1015), Felsica (1053), Felseke (1065), Felseca (1099), Velseka (1110-31), Felsca (1144), Velseca (1187), Uelseke (1213) Felseka (1225)
Ruddershove : Rogeri curtem (1015), in Rogeri curte (1053), Rodgershouen (1166), Curia Rogeri (1189), Curia Rogeri (1216)

## Démographie

### Évolution démographique
- Sources : INS, Rem. : 1831 jusqu'en 1961 = recensements[4].

## Tourisme
Le musée archéologique de Velzeke raconte l'histoire de la Préhistoire et de l'époque gallo-romaine à l'aide d'objets archéologiques. Le musée est également le point de départ de la route touristique balisée Voie romaine Bavay-Velzeke (Viae Romanae) qui suit le tracé de la chaussée romaine jusqu'à Bavay.
La section se trouve sur le parcours du Tour des Flandres (Paddestraat).